# Uschi Freitag
Uschi Freitag (* 19. August 1989 in Maastricht) ist eine deutsch-niederländische Turm- und Wasserspringerin beim Wasserspringerclub StädteRegion Aachen e.V. (WSC AC). Aktuell startet sie für einen niederländischen Verein. Sie ist Studentin und lebt heute in der Stadt Maastricht in den Niederlanden.
Uschi Freitag gehörte bis September 2010 zum Nachwuchs des SV Neptun Aachen. Seit Oktober 2010 ist sie Mitglied des WSC Städteregion Aachen. Sie war bis 2012 Mitglied des A-Kaders der DSV-Nationalmannschaft. Aktuell startet sie für die niederländische Nationalmannschaft.
Im Jahre 2005 gewann sie in der A-Jugend die Landesmeistertitel in Nordrhein-Westfalen vom Ein- und Drei-Meter-Brett. Ebenfalls wurde sie Landesmeisterin im Drei-Meter-Synchronspringen.
2006 wurde sie Deutsche Meisterin der A-Jugend vom Ein-Meter-Brett. Bei den Jugendeuropameisterschaften 2007 in Triest holte sie sich neben einem fünften Platz im Synchronspringen Bronze vom Ein-Meter- und Drei-Meter-Brett.
Bei den offenen Deutschen Meisterschaften 2007 in Berlin belegte sie mit ihrer Partnerin beim Drei-Meter-Synchronspringen Platz drei. 2008 wurde sie in Rostock vom Ein-Meter-Brett und beim Drei-Meter-Synchronspringen jeweils Deutsche Vizemeisterin. Bei den deutschen Sommermeisterschaften 2008 in Berlin wurde Uschi Freitag deutsche Meisterin vom Ein-Meter-Brett.
Beim FINA Grand Prix in Shenzhen 2008 konnte sie mit Platz 15 vom Drei-Meter-Brett ihre ersten 20 Weltcuppunkte erlangen.
Bei den deutschen Sommermeisterschaften im Kunst- und Turmspringen im Mai 2009 in Aachen errang Uschi Freitag mit 325,50 Punkten den ersten Platz vom 3-Meter-Brett vor Katja Dieckow aus Halle.
Durch diesen Erfolg qualifizierte sie sich auch für die Weltmeisterschaften im Kunst- und Turmspringen im Juli 2009 in Rom.
Ihren bislang größten sportlichen Erfolg erreichte Freitag bei den Europameisterschaften 2011 in Turin, als sie an der Seite von Katja Dieckow die Bronzemedaille im 3-m-Synchronspringen gewann. Im gleichen Jahr wurde das Duo bei den Weltmeisterschaften in Shanghai Fünfter. Im Einzel vom 3-m-Brett erreichte Freitag Rang elf. 2013 erhielt sie für ihre sportlichen Leistungen den silbernen Ehrenbecher der Stadt Aachen (die höchste Auszeichnung der Stadt Aachen für Sportlerinnen und Sportler).
Bei den Weltmeisterschaften 2015 in Kazan (Russland) konnte Uschi Freitag vom Drei-Meter Finale 305,10 Punkte erreichen. Damit überbot sie die Norm des NOC*NSF und wurde für die Olympischen Spiele in Rio de Janeiro nominiert.

## Erfolge
- Von 2003 bis 2007 mehrfache Jugendmeisterin in den Disziplinen 1-Meter-Brett, 3-Meter-Brett und 3-Meter-Synchron
- 2006 Jugendeuropameisterschaften Mallorca 5. Platz Synchron 3 m
- 2006 Jugendweltmeisterschaften Kuala Lumpur 9. Platz Synchron 3 m
- 2007 Jugendeuropameisterschaften Triest 3. Platz Kunstspringen 3 m und 1 m, 5. Platz Synchron 3 m
- 2008 FINA GP Shenzhen 9. Platz Synchron 3 m
- 2009 FINA Grand Prix Rostock 9. Platz
- 2009 FINA Grand Prix Moskau 16. Platz
- 2009 Deutsche Meisterin 3-Meter-Brett, 3. Platz 1-Meter-Brett, 2. Platz 1-Meter-Brett, 2. Platz 3-Meter-Brett
- 2010 Deutsche Meisterin 1-Meter-Brett, 2. Platz 3-Meter-Brett
- 2010 FINA Grand Prix Rostock 7. Platz 3-Meter-Brett
- 2010 FINA Grand Prix Moskau 8. Platz 3-Meter-Brett
- 2011 Deutsche Meisterin 1-Meter-Brett und 3-Meter-Brett, 2. Platz im Synchronspringen 3-Meter-Brett
- 2011 3. Platz Synchronspringen 3-Meter-Brett Europameisterschaften Turin mit Katja Dieckow
- 2011 4. Platz FINA Grand Prix Montreal 3-Meter-Brett
- 2011 4. Platz FINA Grand Prix Montreal Synchronspringen 3-Meter-Brett mit Katja Dieckow
- 2011 5. Platz Synchronspringen 3-Meter-Brett Weltmeisterschaften Shanghai mit Katja Dieckow
- 2012 1. Platz Synchronspringen 3-Meter-Brett Deutsche Meisterschaften Halle mit Katja Dieckow
- 2012 2. Platz 1-Meter-Brett Deutsche Meisterschaften Halle
- 2012 3. Platz 3-Meter-Brett Deutsche Meisterschaften Halle
- 2012 6. Platz Synchronspringen 3-Meter-Brett Welt Serie in Dubai, Peking, Moskau mit Katja Dieckow
- 2012 3. Platz Synchronspringen 3-Meter-Brett Welt Serie in Tijuana (Mexico) mit Katja Dieckow
- 2012 2. Platz 3-Meter-Brett Europameisterschaften in Eindhoven
- 2012 3. Platz Synchronspringen 3-Meter-Brett Europameisterschaften in Eindhoven mit Katja Dieckow
- 2016 2. Platz 3-Meter-Brett Europameisterschaften in London